# エヴァ・ボニエ
エヴァ・ボニエ（Eva Fredrika Bonnier、1857年11月17日 - 1909年1月15日）はスウェーデンの画家である。19世紀後半のスウェーデンを代表する女性画家の一人である。

## 略歴
ストックホルムで生まれた。父親のアルベール・ボニエはスウェーデン屈指の出版社を経営する一族(ボニエ家)の一人であった。ストックホルムの画家、Gottfrid Virginから絵画を学んだ後、1875年からアーギュスト・マルムストレムの画塾に入り、1878年にスウェーデン王立美術院に入学した。1883年に友人のハンナ・ヒルシュ(Hanna Hirsch: 1864-1940)と、パリに出て、アカデミー・コラロッシでギュスターヴ＝クロード＝エティエンヌ・クルトワらに学んだ。1887年にサロン・ド・パリや1889年のパリ万国博覧会に出展し、サロン・ド・パリでは選外佳作(mention honorable)を受賞した。
スウェーデンでの活動はアーンシュト・ユーセフソンらが設立した革新派の美術協会、「芸術家協会」（Konstnärsförbundet）の会員になり、時々理事も務めた。「反逆者運動」(Opponenterna)に加わった。
1889年にスウェーデンに帰国した。1900年頃まで画家として最も活躍し、主に人物画を描いた。20世紀になってから豊かな財産を寄付して財団をつくり、ストックホルムの公共施設に飾る絵画や彫刻の購入を進めた。

## 作品

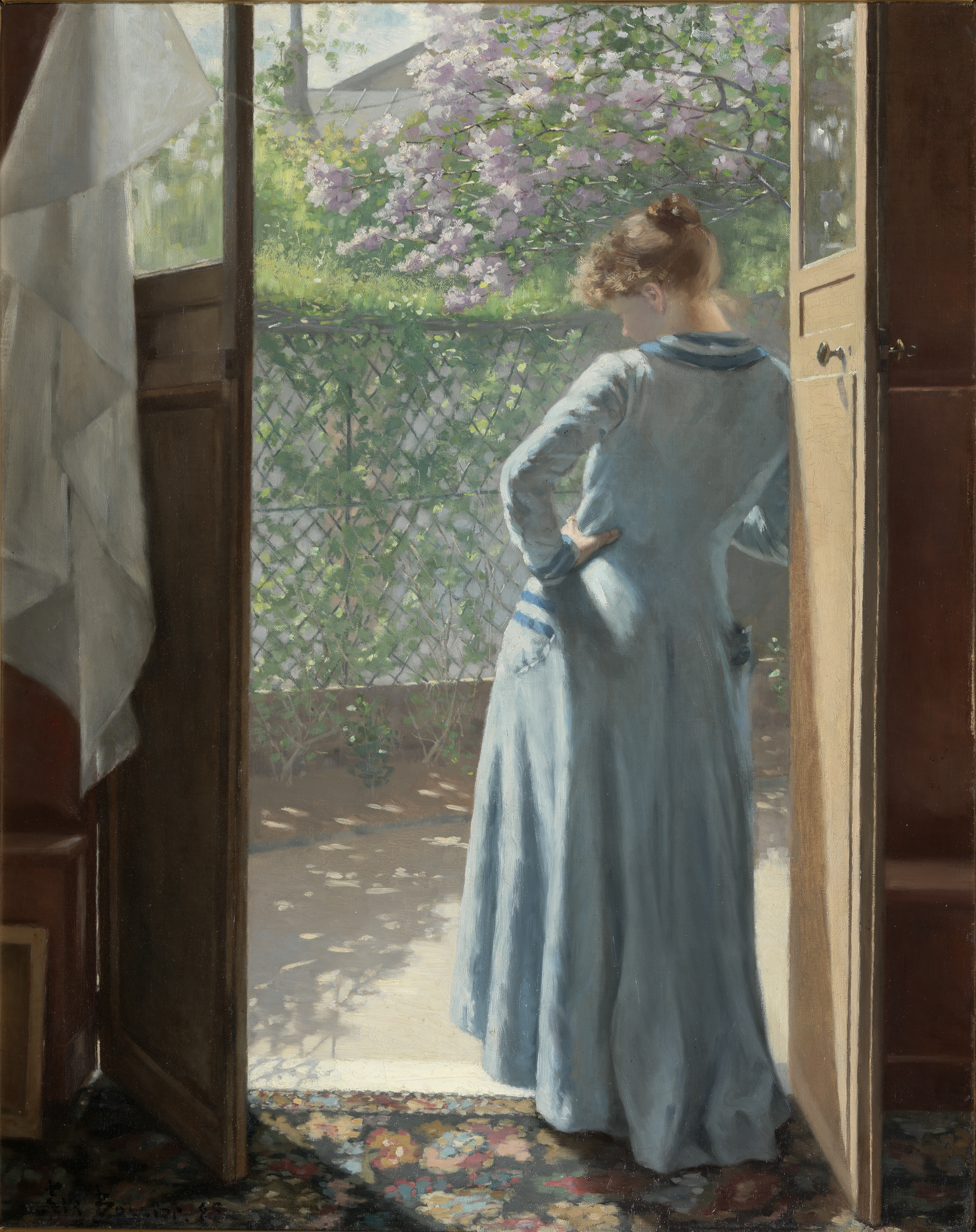
『スタジオの入り口で』(1885)
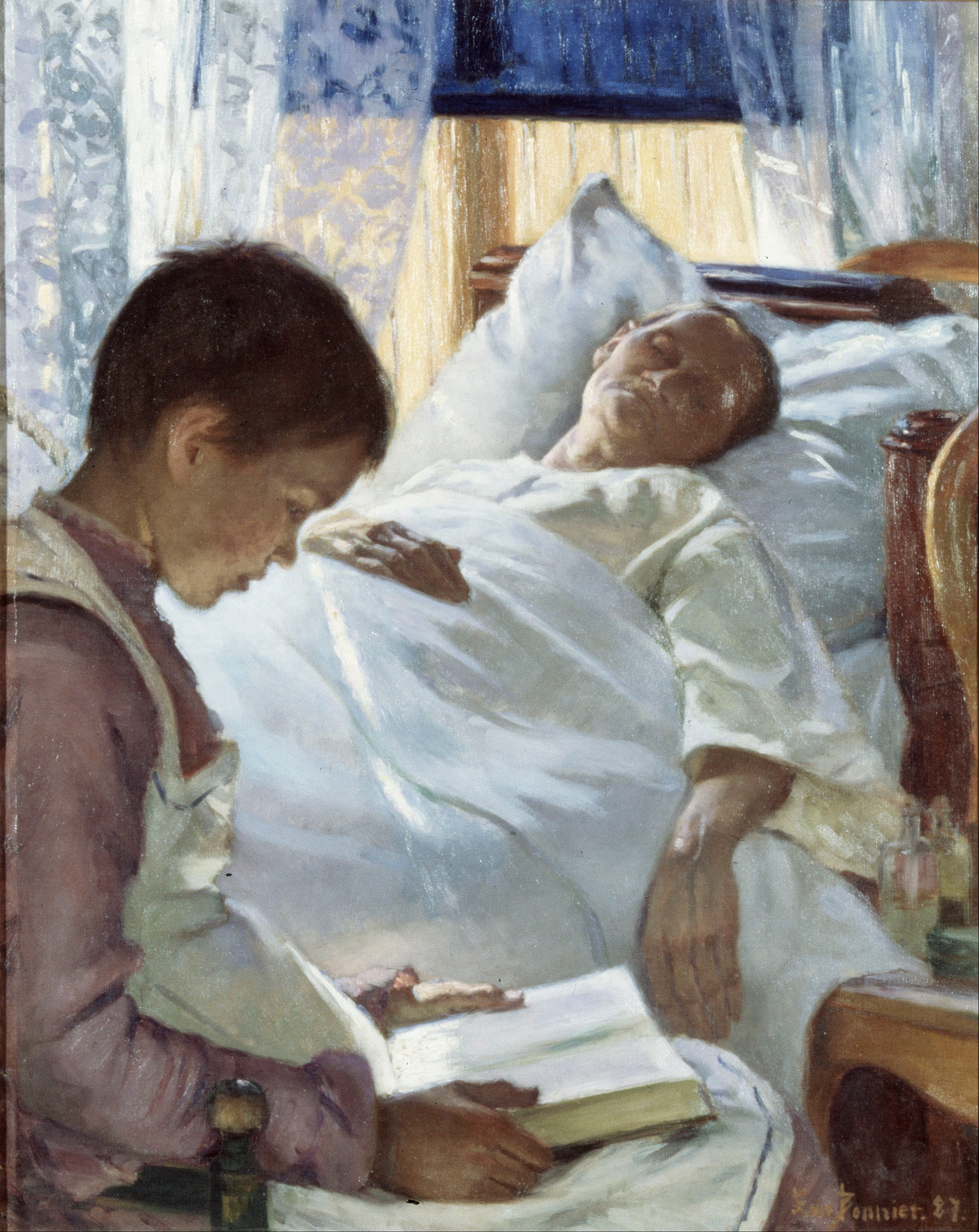
"Reflection in Blue" (1887)
ハウスキーパー (c.1890)
おばあさん (1886)
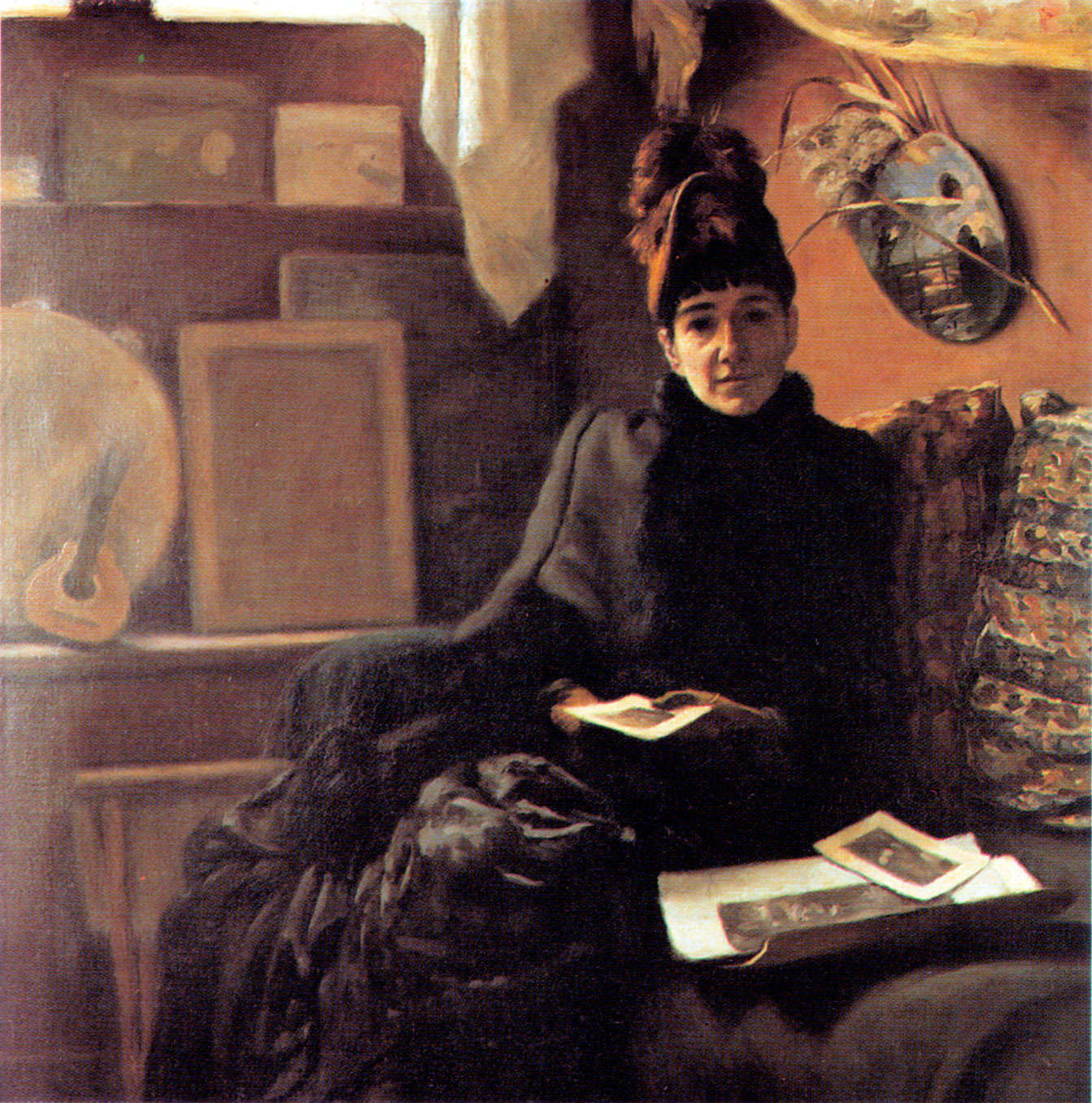
Magdalena　(c.1895)
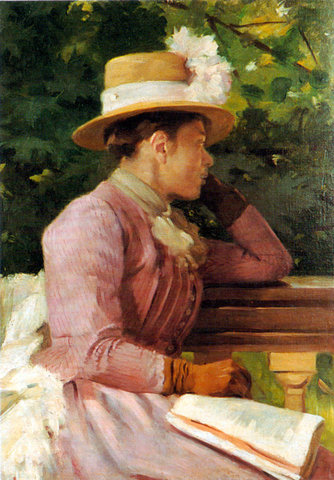
Magdalena (c.1890)
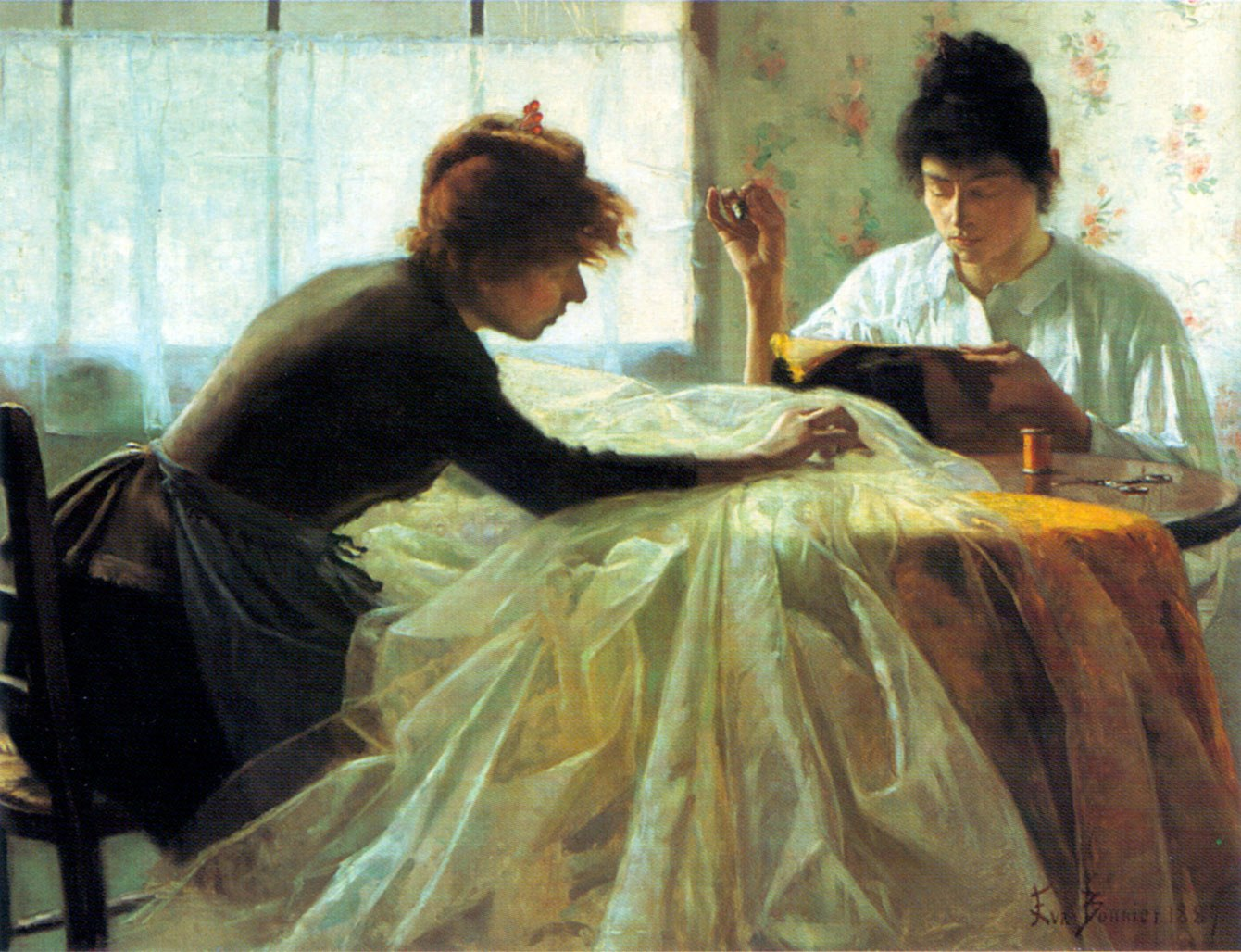
縫子 (1887)
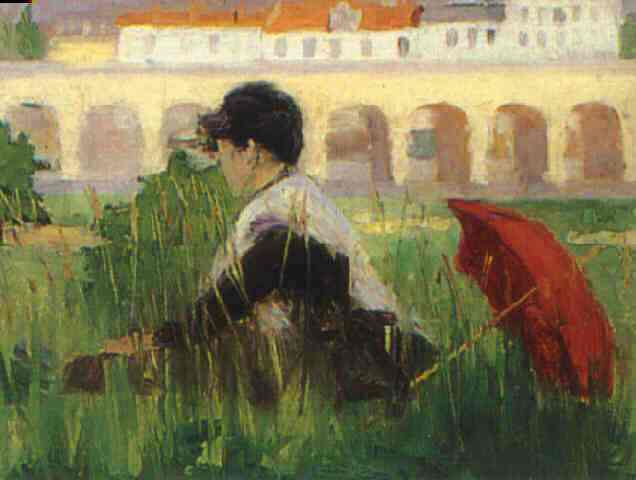
庭園のモデル (c.1900)